# Fantasia (Segers)
Fantasia is een compositie voor brassband van de Belgische componist Jan Segers. De compositie werd geschreven in opdracht van de BRT. De première in 1981 door de Kortrijk Brass Band is opgenomen door de BRT. Het was een verplicht werk voor het Nationaal Toernooi in 1982 in de provincie Antwerpen. 